# 尼古拉斯·華拿
尼古拉斯·華拿（Nicolas Vallar，1983年10月22日—），大溪地足球員，司任後衛，目前效力當地頂級聯賽球隊AS龍隊。

## 生涯
尼古拉斯·華拿的職業足球生涯始於2001年，當時他效力法國第四級聯賽的蒙彼利埃足球會B隊。2003年，他加盟Sète隊，並在2005年協助球隊晉升至法國乙組聯賽。2006年，他又轉投葡萄牙球會 Penafiel，但能取得任何的上陣機會。隨後，他返回法國，並加盟 AS Excelsior。2008年，他又轉會至Montceau，但也無法取得上陣機會。次年，他決定返回出生地大溪地，並效力當地球會AS龍隊。
在國家隊方面，尼古拉斯·華拿曾在2001年入選大溪地U20隊，並出戰大洋洲U20國家杯。2012年，他入選大溪地國家隊，並隨隊參加大洋洲國家盃。在這屆的賽事中，他攻入兩球，協助球隊贏得歷史性首個的錦標。2013年，他還以隊長身份參加了洲際國家盃，並在三場分組賽中都取得出場機會。